# سجاد حججی
سید سجاد حججی (زاده ۱۳۰۷ - درگذشت ۱۳۹۸) نماینده مردم میانه در دوره‌های اول و سوم مجلس شورای اسلامی بود. او قبل از ورود به مجلس، امام جمعه میانه بوده است. وی در سال ۱۳۴۰ از طرف آیت‌الله خمینی مجاز به دریافت وجوه شرعی و تصدی در امور حسبیه شد.
او در ۳۰ مرداد سال ۹۸ بر اثر کهولت سن فوت کرد. 
| دوره نمایندگی | میزان آرا | درصد آرا |
| ------------- | --------- | -------- |
| اول           | ۲۹٬۲۵۳    | ۵۲٫۸۰    |
| سوم           | ۴۹٬۸۲۹    | ۶۳٫۳۰    |